# اوبوتش
اوبوتش (به لاتین: Úboč) یک منطقهٔ مسکونی در جمهوری چک است که در شهرستان دوماژلیتسه واقع شده‌است. اوبوتش ۷٫۴۴ کیلومتر مربع مساحت و ۱۱۲ نفر جمعیت دارد و ۴۹۸ متر بالاتر از سطح دریا واقع شده‌است.